# Саплунара
Саплунара је насељено место у саставу општине Мљет, на острву Мљету, Дубровачко-неретванска жупанија, Република Хрватска.

## Историја
До територијалне реорганизације у Хрватској налазила се у саставу старе општине Дубровник.

## Становништво
На попису становништва 2011. године, Саплунара је имала 67 становника.
| Број становника по пописима | Број становника по пописима | Број становника по пописима | Број становника по пописима | Број становника по пописима | Број становника по пописима | Број становника по пописима | Број становника по пописима | Број становника по пописима | Број становника по пописима | Број становника по пописима | Број становника по пописима | Број становника по пописима | Број становника по пописима | Број становника по пописима | Број становника по пописима |
| --------------------------- | --------------------------- | --------------------------- | --------------------------- | --------------------------- | --------------------------- | --------------------------- | --------------------------- | --------------------------- | --------------------------- | --------------------------- | --------------------------- | --------------------------- | --------------------------- | --------------------------- | --------------------------- |
| 1857                        | 1869                        | 1880                        | 1890                        | 1900                        | 1910                        | 1921                        | 1931                        | 1948                        | 1953                        | 1961                        | 1971                        | 1981                        | 1991                        | 2001                        | 2011                        |
| 0                           | 0                           | 0                           | 0                           | 0                           | 0                           | 0                           | 0                           | 0                           | 0                           | 5                           | 8                           | 22                          | 32                          | 35                          | 67                          |

Напомена: Исказује се од 1981. као самостално насеље настало издвајањем дела насеља Корита. Исказује се као део насеља од 1953. до 1971. У 1953. без становника.

### Попис1991.
На попису становништва 1991. године, насељено место Саплунара је имало 32 становника, следећег националног састава:
| Попис 1991.‍ | Попис 1991.‍ | Попис 1991.‍ | Попис 1991.‍ | Попис 1991.‍ |
| ----------- | ----------- | ----------- | ----------- | ----------- |
|             |             |             |             |             |
| Хрвати      | Хрвати      |             | 30          | 93,75%      |
| Словенци    | Словенци    |             | 1           | 3,12%       |
| непознато   | непознато   |             | 1           | 3,12%       |
| укупно: 32  |             |             |             |             |